# جو هيل لويس
جو هيل لويس (بالإنجليزية: Joe Hill Louis)‏ هو موسيقي ومغني أمريكي، ولد في 23 سبتمبر 1921 في تينيسي في الولايات المتحدة، وتوفي في 5 أغسطس 1957 في ممفيس في الولايات المتحدة بسبب كزاز.

## وصلات خارجية
- جو هيل لويس على موقع ميوزك برينز (الإنجليزية)
- جو هيل لويس على موقع أول ميوزيك (الإنجليزية)
- جو هيل لويس على موقع ديسكوغز (الإنجليزية)